# Максим (Цаусис)
Митрополи́т Макси́м (греч. Μητροπολίτης Μάξιμος, в миру Соти́риос Цау́сис, греч. Σωτήριος Τσαούσης; 7 июля 1914, Стихази, Гревена, Османская империя — 30 декабря 1986, Стамбул, Турция) — епископ Константинопольской православной церкви, митрополит Сардский, ипертим и экзарх всей Лидии.

## Биография
Родился в 1914 году в деревне Стихази, нома Гревена. В 1919 году отец перевёз семейство в Константинополь, где долгое время работал вместе с другими греческими рабочими.
В Константинополе окончил начальную школу и лицей для мальчиков «Зографео», а в 1937 году Халкинскую богословскую школу.
В 1938 году в Свято-Троицкой церкви был рукоположён в сан диакона Митрополитом Халкидонским Максимом (Вапордзисом) и служил архидиаконом Халкидонской митрополии.
В ноябре 1941 года был назначен ипограматеем Священного Синода Константинопольской православной церкви.
5 октября 1943 года назначен главным секретарём Синода, после чего митрополитом Халкидонским Максимом рукоположён в сан священника с возведён в сан архимандрита.
18 мая 1946 года был избран, 16 июня — рукоположён в сан епископа и возведён в достоинство митрополита, став ближайшим сотрудником патриарха Афиногора, который назначил его реализовывать самые важные экуменические проекты.
После скоропостижной смерти Архиепископа Кипрского Леонтия спустя 36 дней после интронизации, митрополит Максим вместе с митрополитом Пергамским Адамантием (Касапидисом) по приглашению Кипрской Церкви прибыл на остров для формирования выборного Синода. Архиепископом Кипра был избран Макарий ΙΙ, кроме того были хиротонисаны митрополиты на другие кафедры. Митрополитом Пафским стал Клеопа (Пападимитриу), митрополитом Киттийским — Макарий (Мускос), Киринейским — Киприан (Кириакидис).
Возглавил делегацию Константинопольского Патриархата на I Родосском совещании, прошедшем с 24 сентября по 1 октября 1961 года. Совещание стало первой полномочной конференцией православных церквей.
В феврале 1962 года в резиденцию Константинопольского патриарха на Фанар прибыл секретарь Секретариата по единению Церквей кардинал Виллебрандс. Он прибыл к Патриарху Афинагору с приглашением православных наблюдателей на Второй Ватиканский собор. Вскоре под руководством митрополита Сардского Максима была создана специальная комиссия для консультаций с Православными Церквами по этому вопросу. Ряд православных церквей отказались, Александрия сочла нужным последовать решению Константинопольской Патриархии. В результате Афинагор к лету 1962 года отказался от идеи посылки наблюдателей, официальное объявление об этом было в решении Константинопольского Синода от 8 октября 1962 года.
Вопреки деятельности митрополита Максима 12 октября 1962 года в Рим прибыли наблюдатели от Московского Патриархата, что было полной неожиданностью для Константинопольского Патриарха, позже Патриарх Афинагор определил эти события как начало нового этапа.
Часто посещал Грецию, а в 1970 году предпринял поездку в Западную Македонию, побывав на месте своего рождения. В 1984 году факультет пасторского богословия Университет Аристотеля в Салониках присвоил ему степень почетного доктора богословия.
Предполагал вернуться на жительство в родной город, но 30 декабря 1986 года скончался в Стамбуле. Отпевание почившего иерарха было совершено 3 января 1987 года патриархом Константинопольским Димитрием в соборе Святого Георгия Победоносца в Стамбуле. Похоронен был в монастыре Живоносного источника.
На родине митрополита, у церкви святого Афанасия в городе Айдониа на средства министерства Северной Греции был установлен мраморный бюст, освящённый 29 мая 1999 года патриархом Константинопольским Варфоломеем I.